# Aeroportul Juanjuí
Aeroportul Juanjuí (IATA: JJI, ICAO: SPJI) este un aeroport din Departamento de San Martín⁠(d), Peru ce deservește zona Juanjuí⁠(d). Aeroportul a fost tranzitat în 2022 de 26 de pasageri. A fost numit după zona deservită.
Situat la o altitudine de 350 m, aeroportul dispune de o singură pistă. Este operat de CORPAC⁠(d).